# Eurovisiesongfestival 1956
Het Eurovisiesongfestival 1956 was het eerste Eurovisiesongfestival en vond plaats op 24 mei 1956 in Lugano, Zwitserland. Het programma werd gepresenteerd door Lohengrin Filipello. Winnaar was gastheer Zwitserland met het nummer Refrain, uitgevoerd door Lys Assia. Het aantal punten per land, en daarmee ook de rangorde, is nooit bekendgemaakt.
Doordat er in 1956 in Europa nog maar weinig televisietoestellen waren, was het programma nog niet zo'n evenement als tegenwoordig. De decors waren soberder dan in latere afleveringen.
Het werd sterk aangeraden dat elk deelnemend land vooraf een nationale liedjeswedstrijd organiseerde.
Als eerste deelnemer had Nederland het allereerste liedje op het Eurovisiesongfestival.

## Interludium
Het interludium bestond uit fluiten door de Joyeux Rossignols en moest worden verlengd vanwege vertragingen bij het stemmen.

## Puntentelling

### Stemstructuur
Elk land had twee juryleden, die elk 1-10 punten aan elk liedje konden geven. Het stond in 1956 alle juryleden vrij om op het land van hun voorkeur te stemmen, inclusief het eigen land. Luxemburg liet de Zwitserse jury stemmen.

### Score bijhouden
Er was geen scorebord. Alleen de winnaar is bekendgemaakt.

### Resultaat
| Land        | Artiest                | Lied                            | Plaats   | Punten   |
| ----------- | ---------------------- | ------------------------------- | -------- | -------- |
| Zwitserland | Lys Assia              | Refrain                         | 1        | onbekend |
| Zwitserland | Lys Assia              | Das alte Karussell              | onbekend | onbekend |
| België      | Fud Leclerc            | Messieurs les noyés de la Seine | onbekend | onbekend |
| België      | Mony Marc              | Le plus beau jour de ma vie     | onbekend | onbekend |
| Frankrijk   | Mathé Altéry           | Le temps perdu                  | onbekend | onbekend |
| Frankrijk   | Dany Dauberson         | Il est là                       | onbekend | onbekend |
| Italië      | Franca Raimondi        | Aprite le finestre              | onbekend | onbekend |
| Italië      | Tonina Torrielli       | Amami se vuoi                   | onbekend | onbekend |
| Luxemburg   | Michèle Arnaud         | Les amants de minuit            | onbekend | onbekend |
| Luxemburg   | Michèle Arnaud         | Ne crois pas                    | onbekend | onbekend |
| Nederland   | Jetty Paerl            | De vogels van Holland           | onbekend | onbekend |
| Nederland   | Corry Brokken          | Voorgoed voorbij                | onbekend | onbekend |
| Duitsland   | Walter Andreas Schwarz | Das Lied vom großen Glück       | onbekend | onbekend |
| Duitsland   | Freddy Quinn           | So geht das jede Nacht          | onbekend | onbekend |

### Scoreblad
Er is geen scoreblad voor deze wedstrijd, omdat de stemmingen niet openbaar werden gemaakt. Sommige songfestivalfans hebben geprobeerd het scoreblad toch vrij te laten geven, maar slaagden hier niet in.

Deelnemende landen

## Gediskwalificeerde landen
Deze landen werden gediskwalificeerd, aangezien de drie landen zich na de officiële einddatum inschreven:
- Denemarken
- Oostenrijk
- Verenigd Koninkrijk: Lang werd aangenomen dat de BBC in 1956 van plan was om deel te nemen aan het eerste Eurovisiesongfestival, maar zich te laat had ingeschreven. In januari 2017 werd door de EBU echter onthuld dat de Britten in 1956 helemaal geen intentie hadden om mee te doen, omdat het land al een eigen festival had georganiseerd: het Festival of British Popular Songs. Desondanks werd het songfestival van 1956 wel gewoon uitgezonden door de BBC.